# Vincenzo Coronelli
Vincenzo Maria Coronelli (né le 16 août 1650 à Venise – mort le 9 décembre 1718, dans la même ville) est un moine franciscain conventuel et docteur en théologie italien, cartographe, cosmographe, fabricant de globes et encyclopédiste.

## Biographie
Vincenzo Coronelli naît le 16 août 1650 à Venise. Dès 1660, il est envoyé par ses parents à Ravenne, pour y étudier. De retour à Venise en 1665, il rejoint le couvent des Mineurs Conventuels de San Niccolo della Lattuca et y commence sa carrière ecclésiastique.
Il devient docteur en théologie en 1673. Il obtient dès 1674 son premier poste en tant que secrétaire de la province des Saints à Padoue, une mission qu'il termine en 1677.
Sa carrière de cartographe débute en 1680, avec la construction d'une paire de globes, l'un terrestre, l'autre céleste, pour le duc Ranunce II Farnese, duc de Parme. À l'occasion d'une mission diplomatique, César cardinal d'Estrées, visite la bibliothèque du duc de Parme, y découvre les globes, et décide d'engager Coronelli et de l'héberger à Paris pour qu'il réalise deux globes en l'honneur de Louis XIV.
De retour à Venise en 1684, il fonde l'Accademia Cosmografica degli Argonauti, destinée à diffuser ses publications dans toute l'Europe. Il reçoit l'année suivante le titre de Cosmographe de la république de Venise.
Après un nouveau voyage à Paris, de 1686 à 1687, il demeure à Venise jusqu'à 1696, période qu'il met à profit pour publier plusieurs cartes, et la première partie de son Isolario en 1696.
Avec deux ambassadeurs vénitiens, il quitte la république de Venise en 1696 pour un voyage de deux ans, qui l'emmène en Germanie, en Hollande puis en Angleterre où il est reçu à l'université d'Oxford.
C'est à son retour qu'il annonce sa grande œuvre : la Biblioteca universale sacro-profana, antico-moderna, encyclopédie prévue en 45 volumes. Le premier paraît en 1701, chez Antonio Tivani, à Venise. Seuls 7 volumes purent être publiés avant la mort de Coronelli. Dès lors, il accède au rang de général de l'ordre des Franciscains.
Cette période de gloire connaît toutefois sa fin. En 1702, il est dénoncé pour trafic de reliques. En 1704, il est démis de sa charge de Général. S'ensuivent quatorze années qu'il consacre à diverses activités littéraires, dont la parution des tomes suivants de la Biblioteca, avant sa mort, le 9 décembre 1718.

## Le cosmographe
Les globes qu'il a créés ont fait sa renommée. En 1680, Coronelli crée deux globes pour le duc de Parme. Ils avaient un diamètre de 175 cm et étaient délicatement réalisés.
Le cardinal d'Estrées, ambassadeur français de Louis XIV à la cour de Rome lui passe commande de deux globes, pour les offrir au roi. Coronelli s'installe alors à Paris, en 1681, où il résidera deux ans à l'Hôtel d'Estrées 8 rue Barbette. Réalisées de 1681 à 1683, ces deux sphères, l'une terrestre et l'autre céleste, mesurent 382 cm de diamètre et pèsent environ 2 tonnes chacune.
- globe céleste : il représente l'état du ciel à la naissance de Louis XIV. Peint et enluminé par Jean-Baptiste Corneille, y sont représentés les constellations sous forme d'animaux fantastiques, les étoiles et les planètes, le tout dans un camaïeu de bleu.
- globe terrestre : il présente l'état des connaissances géographiques alors connues, les peintures sont d'Arnould de Vuez, comme l'a montré Barbara Brejon de Lavergnée lors du colloque Coronelli de mars 2007[2].

Ces globes, qui montrent la Terre et la  voûte céleste de l'extérieur, sont très différents de celui de Gottorf, dont l'extérieur représente la Terre, et l'intérieur un planétarium élémentaire où le Soleil décrit sa trajectoire diurne et annuelle.
Ces globes, dits globes de Coronelli ou globes de Marly (du nom du château de Louis XIV où ils ont été déposés), appartiennent aux collections du département des cartes et plans de la Bibliothèque nationale de France (cote Ge A 499 et Ge A 500) et après une présentation lors de l'inauguration du Grand Palais rénové en octobre 2005, ils ont rejoint en 2006, la bibliothèque François-Mitterrand.
Dans les années qui suivent son séjour à Paris, Coronelli travaille dans divers pays européens, ne retournant d'une façon permanente à Venise qu'en 1705. Il y fonde alors la première société géographique, l'Accademia Cosmografica degli Argonauti. Il a tenu également la position de cosmographe de la république de Venise.
Coronelli meurt à l'âge de 68 ans à Venise, avec des centaines de cartes à son actif. Certains de ses globes originaux sont aujourd'hui exposés dans la bibliothèque nationale d'Autriche et dans la bibliothèque de l'abbaye bénédictine Stift Melk en Autriche. Deux exemplaires bien conservées de globes de ciel et de terre, datant de 1688 et 1693, se trouvent à la bibliothèque de la ville de Trèves en Allemagne. Deux globes, l'un terrestre, l'autre céleste, récemment restaurés sont visibles dans le hall d'entrée de la Bibliothèque royale de Belgique à Bruxelles.
La Société internationale de Coronelli pour l'Étude des Globes, fondée en 1952 à Vienne, est nommée en son honneur.

## L'encyclopédiste
Coronelli a aussi consacré trente ans de sa vie à la rédaction d'une innovatrice Biblioteca universale sacro-profano. Première grande encyclopédie organisée en ordre alphabétique, cet ouvrage devait compter 300 000 articles répartis en quarante-cinq volumes. Seuls les sept premiers ont été réalisés, couvrant les entrées A-Caque.
Cet ouvrage a cependant son importance dans le mouvement encyclopédique en raison de son plan. L'auteur avait réservé les volumes 41 et 42 pour les ajouts et corrections, tandis que les volumes 43-45 étaient réservés aux index. En outre, chaque volume possède un index dont l'occurrence renvoie à la numérotation de l'article. Afin de faciliter les références et le repérage dans la page, un chiffre romain dans la colonne centrale indique le numéro de la ligne par incréments de 10. À dessein, l'auteur a adopté une pagination par colonne plutôt que par page, comme cela se pratiquait couramment à l'époque.
Coronelli innove aussi dans cet ouvrage en mettant en italique les titres de livres, une pratique qui deviendra universelle par la suite.

## Œuvres
- Globes de Coronelli, 1681-1683
- Morea, Negroponte & Adiacenze, 1686, (Description de la Morée), traduit en français en 1686 (Lire sur Google Books)
- Sphère céleste, 1688
- Sphère terrestre, 1688
- Atlante Veneto, 1691-1696
- Ritratti de celebri Personaggi, 1697
- Lo Specchio del Mare, 1698
- Biblioteca universale sacro-profana, antico-moderna: in cui si spiega con ordine alfabetico ogni voce, anco straniera, che può avere significato nel nostro idioma italiano, appartenente a qualunque materia, 7 volumes, Venise, Antonio Tivani, 1701-1706
- Singolarità di Venezia, 1708-1709
- Roma antico-moderna, 1716

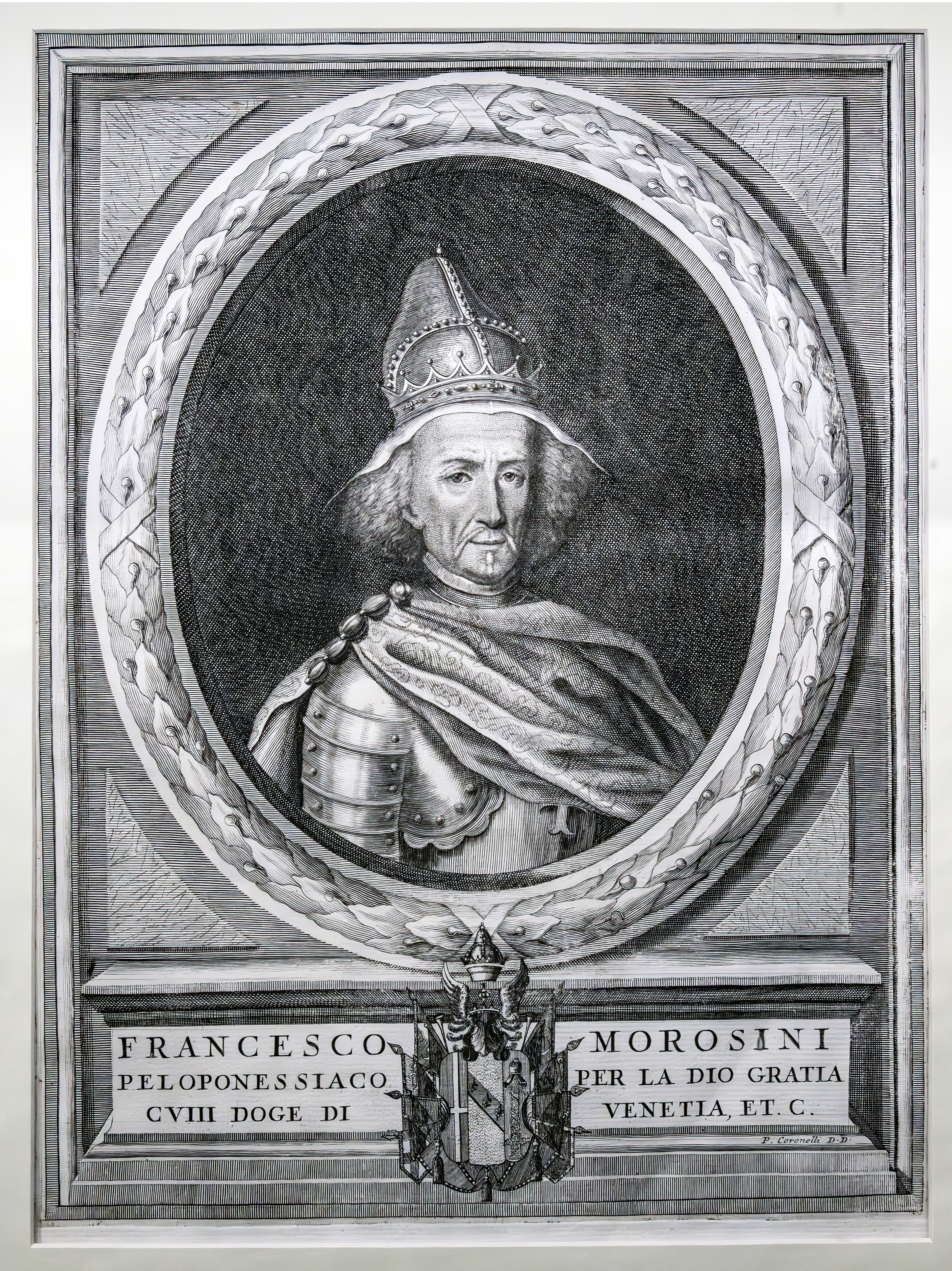
Portrait de Francesco Morosini au Museo Correr
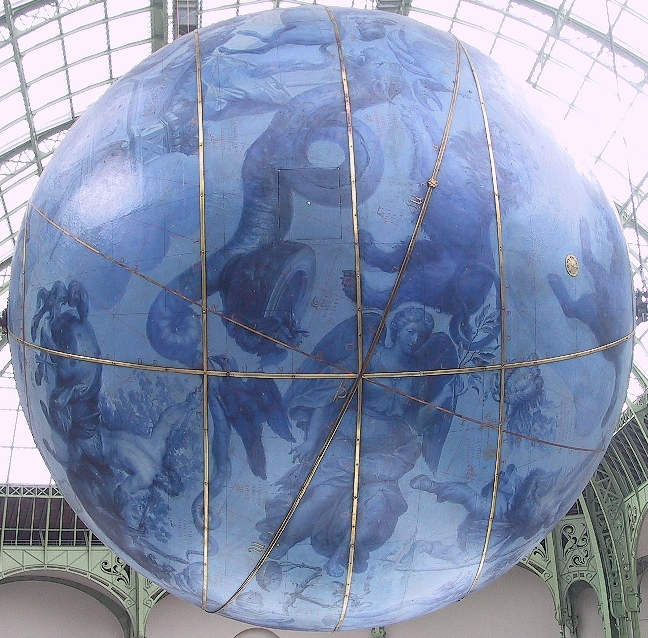
Globe céleste exposé au Grand Palais
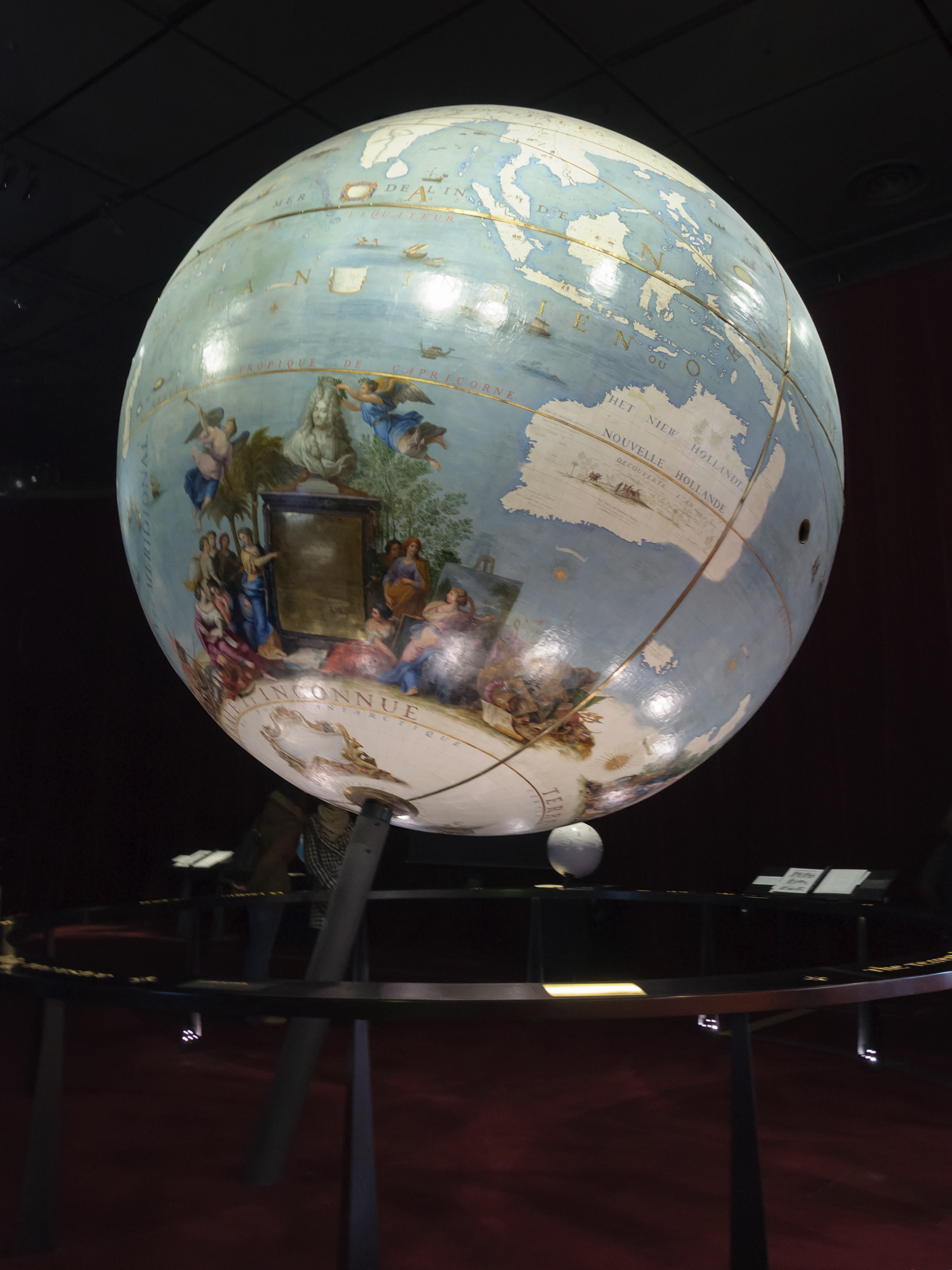
Globe terrestre, dans le Hall des globes de la Bibliothèque nationale de France, site François-Mitterrand
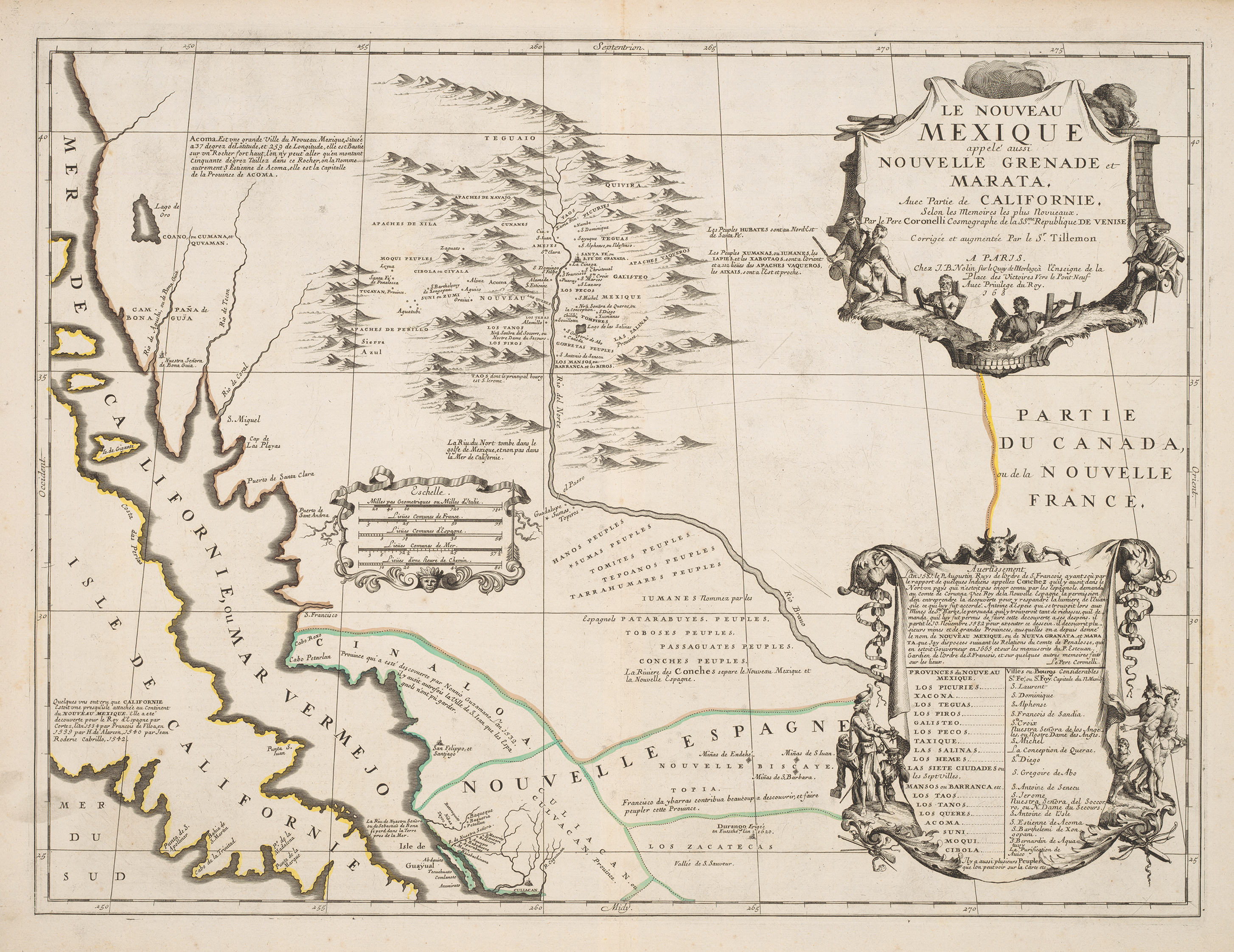
Le Nouveau Mexique appelé aussi Nouvelle Grenade et Marata, avec Partie de Californie
America Settentrionale Colle Nuove Scoperti fin all' Anno 1688, Atlante Veneto